# Asplanchna silvestrii
Asplanchna silvestrii är en hjuldjursart som beskrevs av Daday 1902. Asplanchna silvestrii ingår i släktet Asplanchna och familjen Asplanchnidae. Inga underarter finns listade i Catalogue of Life.